# بيريميفوس-ميثيل
بيريميفوس-ميثيل (بالإنجليزية: Pirimiphos-methyl) ويُسوَّقُ تحتَ العلامتين التجاريتين أكتيليك (بالإنجليزية: Actellic) وسيبول (بالإنجليزية: Sybol)، هو عبارةٌ عن مادة فسفوروثيوات تُستخدم كمبيد حشري. تم تطويره في الأصل من قبل شركة إمبريال للصناعات الكيماوية المحدودة (بالإنجليزية: Imperial Chemical Industries Ltd)، وسُوِّقَ لأول مرة في عام 1977 بعد عشر سنواتٍ من اكتشافه.
هو واحدٌ من عدة مركبات تستخدم لمكافحة ناقلات مرض الترياتوما. هذه الحشرات متورطة في نقل مرض شاغاس في الأمريكتين. يمكن تطبيق بيريميفوس-ميثيل كمادة مضافة لطلاء الأسطح الداخلية، من أجل تحقيق تأثير مبيدات الآفات المتبقية. بيريميفوس-ميثيل هو مبيد حشري ذو صلة يتم فيه استبدال مجموعات الميثوكسي بمجموعات إيثوكسي.

## روابط خارجية
- Pirimiphos-methyl in the Pesticide Properties DataBase (PPDB)